# Feltételes eloszlás
A valószínűségszámításban a valószínűségi változók feltételes eloszlása egy lehetőség arra, hogy többdimenziós valószínűségeloszlások viselkedését vizsgálják peremeloszlásokra vonatkozóan. A keletkezett eloszlás tartalmazza egyes koordináták értékéről megszerzett tudást. Fontos szerep jut nekik a  Bayes-statisztikák készítésében, például az a-posteriori valószínűségek meghatározásában. A feltételes eloszlás a feltételes valószínűségre alapul, így osztozik annak problémáiban. Az általánosabb szabályos feltételes eloszlás a feltételes várható értékre épít, így megkerüli ezeket a problémákat.

## Definíció

### Diszkrét eset
Adva legyen egy {\displaystyle Z=(X,Y)} kétdimenziós valószínűségi változó {\displaystyle \mathbb {Z} ^{2}}-en az {\displaystyle f(x,y)} közös eloszlásfüggvénnyel. Ennek egyik peremeloszlása {\displaystyle Y} eloszlása, az {\displaystyle f_{Y}(y)} peremeloszlásfüggvénnyel. Ekkor {\displaystyle P(Y=y)>0} esetén az
{\displaystyle f(x|y):={\frac {P(X=x,Y=y)}{P(Y=y)}}={\frac {f(x,y)}{f_{Y}(y)}}}
valószínűségfüggvényű valószínűségi változó {\displaystyle X} feltételes eloszlása, feltéve {\displaystyle Y=y}, valószínűségi függvénye feltételes valószínűségi függvény. A hozzá tartozó valószínűségi függvény jelölése {\displaystyle P_{X|Y=y}}. 

### Folytonos eset
Adva legyen a kétdimenziós {\displaystyle Z=(X,Y)} valószínűségi vektorváltozó {\displaystyle \mathbb {R} ^{2}}-en. Az 
{\displaystyle F(x|y)=\lim _{h\downarrow 0}P(X\leq x|y\leq Y\leq y+h)}
eloszlás feltételes eloszlásfüggvény {\displaystyle X} feltételes eloszlása, feltéve {\displaystyle Y=y}.
Egy {\displaystyle f(x,y)} közös sűrűségfüggvény és egy {\displaystyle f_{Y}(y)} létezése esetén, amennyiben ez utóbbi nem egyenlő nullával, akkor a feltételes sűrűségfüggvény
{\displaystyle f(x|y)={\frac {f(x,y)}{f_{Y}(y)}}}.

## Példa
Legyen {\displaystyle Z=(X,Y)} multinomiális eloszlású valószínűségi vektorváltozó, {\displaystyle Z\sim M(n,(p,1-p))}. Valószínűségi függvénye
{\displaystyle f_{Z}(x,y)\;=\;{\begin{cases}{n \choose x,y}\;p^{x}(1-p)^{y}&{\mbox{ha }}x+y=n\\0&{\mbox{egyébként}}\end{cases}}}.
Peremeloszlása {\displaystyle X}-re vonatkozóan binomiális:
{\displaystyle f_{X}(x)={n \choose x}p^{x}(1-p)^{(n-x)}}.
A feltételes valószínűségfüggvényre adódik, hogy
{\displaystyle f(y|x)={\frac {f_{Z}(x,y)}{f_{X}(x)}}={\begin{cases}1&{\text{ ha }}y=n-x\\0&{\text{ egyébként }}\end{cases}}}.
Ez várható, mivel a koordináták összefüggnek az {\displaystyle x+y=n} képlet szerint. A kimenetelek összege mindig {\displaystyle n}, ezért {\displaystyle X} kimenetele meghatározza {\displaystyle Y} értékét. Emiatt a feltételes valószínűség determinisztikus.

## Fordítás
Ez a szócikk részben vagy egészben  a   Bedingte Verteilung című német Wikipédia-szócikk fordításán alapul.  Az eredeti cikk szerkesztőit annak laptörténete sorolja fel. Ez a jelzés csupán a megfogalmazás eredetét és a szerzői jogokat jelzi, nem szolgál a cikkben szereplő információk forrásmegjelöléseként.